# Huashe (köpinghuvudort i Kina, Zhejiang Sheng, lat 30,11, long 120,48)
Huashe är en köpinghuvudort i Kina. Den ligger i provinsen Zhejiang, i den östra delen av landet, omkring 34 kilometer sydost om provinshuvudstaden Hangzhou. Antalet invånare är 88 343. Befolkningen består av 42 126 kvinnor och 46 217 män. Barn under 15 år utgör 12,0 %, vuxna 15-64 år 82 %, och äldre över 65 år 5,0 %.
Runt Huashe är det mycket tätbefolkat, med 7 216 invånare per kvadratkilometer. Närmaste större samhälle är Shaoxing, 15,4 km sydost om Huashe. Runt Huashe är det i huvudsak tätbebyggt.
Genomsnittlig årsnederbörd är 1 912 millimeter. Den regnigaste månaden är juni, med i genomsnitt 316 mm nederbörd, och den torraste är november, med 74 mm nederbörd.